# Домінік Бонд-Флаша
Домінік Бонд-Флаша (англ. Dominique Bond-Flasza / пол. Dominique Bond-Flasza; нар. 11 вересня 1996, Нью-Йорк, США) — ямайська та американська футболістка, права захисниця ісландського клубу «Тіндастолл» та національної збірної Ямайки.

## Життєпис
Домінік народилася 11 вересня 1996 року у Нью-Йорку. Її мати родом із Ямайки, батько — з Польщі. До чотирнадцяти років постійно проживала в Канаді, а потім переїхала до Каліфорнії. Грала у футбол за команду старшої школи Алісо Ніґель, у складі якої вигравала чемпіонат штату. Також займалася легкою атлетикою.
Після закінчення школи вступила до Вашингтонського університету. З 2014 по 2017 грала у чемпіонаті NCAA за «Вашингтон Гаскіс». Усього провела вісімдесят два матчі, забила два м'ячі. 25 квітня 2017 року оголосила про те, що продовжить професіональну кар'єру у складі клубу «Сіетл Саундерс».
У липні 2018 року перейшла до нідерландського ПСВ. 2 листопада 2018 року відзначилася своїм першим голом у закордонному чемпіонаті, в переможному (3:1) поєдинку Ередивізі проти «Зволле». У сезоні 2018/19 зіграла за команду у двадцяти одному матчі, забила один м'яч. У березні Домінік продовжила контракт із командою ще на один рік.
У 2020 році підсилила польський клуб «Медик» (Конін). У березні 2021 року приєдналася до складу новачка вищого дивізіону чемпіонату Ісландії «Тіндастолл».
За національну збірну дебютувала у жовтні 2018 року. У ході відбіркового турніру до чемпіонату світу 2019 року реалізувала вирішальний післяматчевий пенальті у ворота Панами, який вивів збірну Ямайки до фінального турніру. Увійшла до заявки команди на поєдинки фінальної стадії турніру.

### Голи за збірну
| № | Дата          | Місце                                   | Суперник  | Рахунок | Результат | Змагання                              |
| - | ------------- | --------------------------------------- | --------- | ------- | --------- | ------------------------------------- |
| 1 | 9 травня 2018 | Стад Сильвіо Катор, Порт-о-Пренс, Гаїті | Гваделупа | 6–0     | 13–0      | кваліфікація чемпіонату КОНКАКАФ 2018 |
| 2 | 9 травня 2018 | Стад Сильвіо Катор, Порт-о-Пренс, Гаїті | Гваделупа | 10–0    | 13–0      | кваліфікація чемпіонату КОНКАКАФ 2018 |